# LetsBonus
LetsBonus fue una web de comercio electrónico. Su modelo de negocio consistía en vender bonos de productos y servicios. Dedicada a la compra colectiva fundada en España en 2009. La compañía estaba presente en unas 90 localidades españolas y opera en Italia, Portugal y Chile.
LetsBonus formó parte de la multinacional estadounidense LivingSocial de enero de 2011 a febrero de 2015. En 2015 la junta directiva de la compañía en España, formada por Juan Luis Rico y Joan Pina, recompró  la empresa a LivingSocial a través de un Management buy out (MBO)

## Historia
Fundada por Miguel Vicente, LetsBonus inicia sus operaciones en Barcelona en septiembre de 2009. En junio de 2010 abre su filial de Italia, a la que siguen Portugal (noviembre, 2010) y Chile (enero, 2011).
Junto con los planes de ocio, que LetsBonus comercializa desde sus inicios, la web lanza otros verticales: Viajes y escapadas (junio de 2010), Productos (agosto de 2011), Cursos (septiembre de 2013) y Cashback (octubre de 2014).
En enero de 2011, LetsBonus y LivingSocial formalizan una joint venture y en enero de 2012 LivingSocial adquiere el 100% de la compañía. En enero de 2013, cambia la dirección general de la compañía, que queda en manos de Gemma Sorigué, como directora general de ventas, y Juan Luis Rico, como director general corporativo y Joan Pina como director financiero. En octubre del mismo año, Miguel Vicente sale de LetsBonus.
En febrero de 2015, LetsBonus anuncia que su equipo directivo ha completado una operación de Management Buy-Out por la cual el consejero delegado  de la compañía, Juan Luis Rico, y el director financiero, Joan Pina, adquieren el 100% de la empresa, tras tres años en manos de LivingSocial y queriendo esta última deshacerse de la empresa española.
Durante el 2017 y ya en manos de Groupalia, la empresa dejó de pagar salarios y desapareció.